# Oberea keyensis
Oberea keyensis är en skalbaggsart som beskrevs av Stefan von Breuning 1962. Oberea keyensis ingår i släktet Oberea och familjen långhorningar. Inga underarter finns listade i Catalogue of Life.